# Ignacio Caraballo
Ignacio Caraballo Romero (Chucena, Huelva, 9 de marzo de 1953) es un político y empleado de banca español perteneciente al Partido Socialista Obrero Español. Ha sido Secretario General del Partido Socialista Obrero Español de Huelva desde 2012 a 2020, Presidente de la Diputación Provincial de Huelva desde 2011 a 2020 y alcalde de Chucena desde 1991 a 2008.

## Biografía
Nació en Chucena, estudia en los colegios Los Salesianos de La Palma y La Trinidad. Su adolescencia estuvo marcada por la afición al fútbol, habiendo sido jugador de La Palma Club de Fútbol, de la cual es en la actualidad Presidente Honorario.
En 1984 se afilia al PSOE y a la UGT, presentándose a las elecciones de 1991. Durante diecisiete años ininterrumpidos estuvo al frente del consistorio de esa localidad, de la que continúa vinculado como concejal de Relaciones Institucionales.
Entre 2003 y 2011 fue vicepresidente de la Diputación de Huelva durante la Presidencia de Petronila Guerrero y José Cejudo, donde ha ostentado cargos muy relacionados con la administración local, como el de portavoz y vicepresidente del área de Política Municipal y Territorial; y el de Asesoramiento a Corporaciones Locales y Mancomunidades. A partir de 2011 asumió el cargo de Presidente de ese organismo provincial, el cual ejerce hasta su dimisión en noviembre de 2020. Caraballo también ejerce como Presidente del Patronato de Turismo de Huelva y como Presidente del Fondo Andaluz de Municipios para la Solidaridad Internacional (FAMSI).
Caraballo ha sido secretario de Política Municipal de la Ejecutiva Provincial (2004-2008) y secretario de Organización entre 2008 y 2012, además de secretario general del PSOE de Chucena. Ha sido Secretario General de la formación en la provincia de Huelva hasta noviembre de 2020, cuando dimitió debido a una investigación judicial por una denuncia por presunto acoso laboral y sexual interpuesta por una exasesora.